# Winnemark
Winnemark (duń. Vindemark) – miejscowość i gmina w Niemczech, w kraju związkowym Szlezwik-Holsztyn, w powiecie Rendsburg-Eckernförde, wchodzi w skład urzędu Schlei-Ostsee.

## Bibliografia

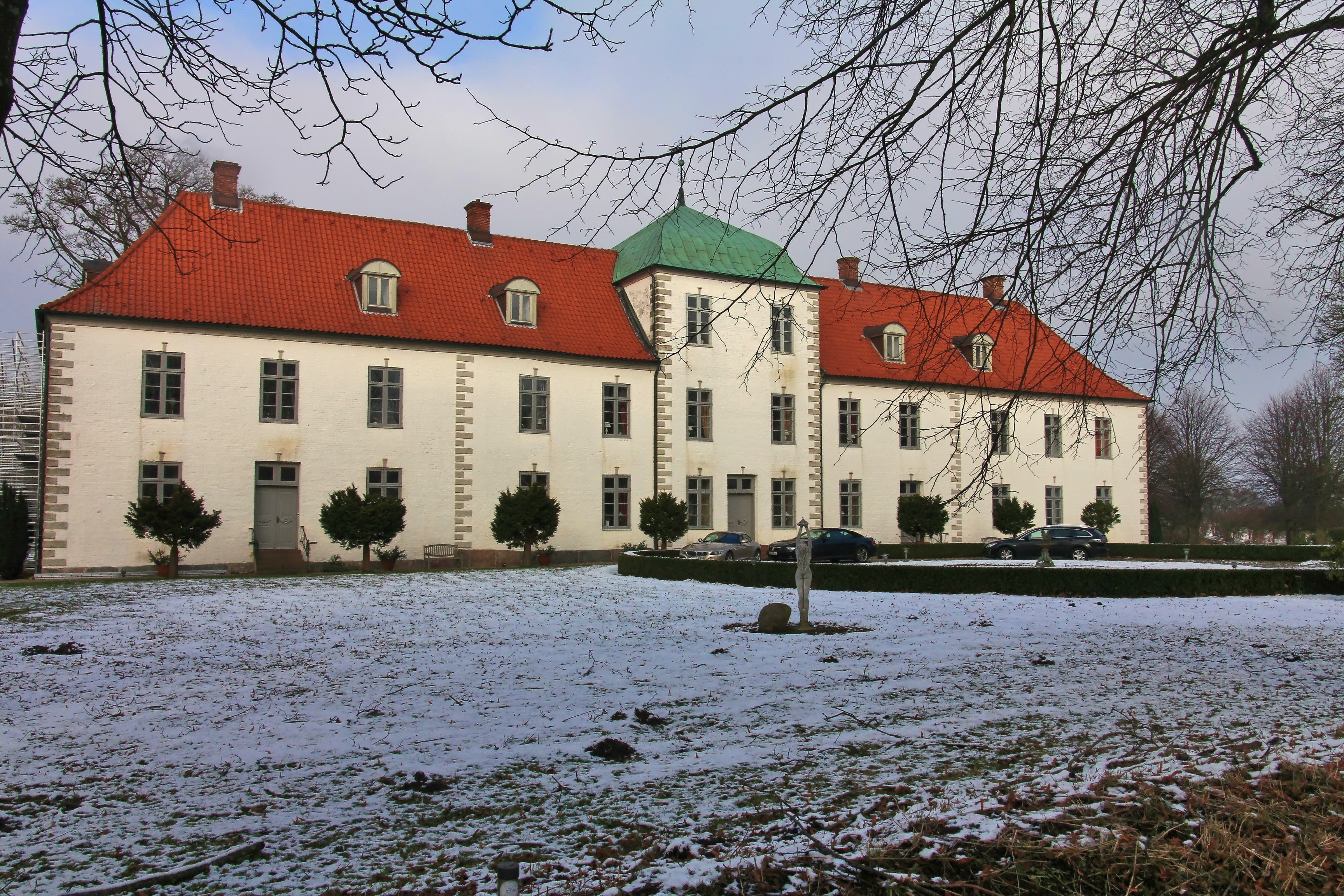
Winnemark Karlsburg